# 马德 (匈牙利)
马德，是匈牙利包尔绍德-奥包乌伊-曾普伦州所辖的一个村。总面积31.86平方公里，总人口2187，人口密度68.6人/平方公里（2011年1月1日）。